# Bring It On: All or Nothing
Bring It On: All or Nothing (Triunfos robados 3: Todo o Nada en Hispanoamérica y A por todas: De nuevo una vez más en España) es una película estadounidense de 2006, la tercera entrega de la serie de películas de Bring It On que gira en torno a una competencia de equipos de porristas en diferentes escuelas. Dirigida por Steve Rash, la película fue estrenada directamente en DVD el 8 de agosto de 2006 por Universal Pictures.
La película tiene poca relación con las dos anteriores, sin embargo, el argumento de dos equipos de porristas rivales haciendo diferentes cosas para intentar ganar la misma competencia es el mismo. Al igual que en las anteriores, la película comienza con un sueño lúcido de la protagonista y en los créditos finales se muestran tomas extra de los miembros del elenco divirtiéndose durante el rodaje.

## Argumento
Britney Allen (Hayden Panettiere) vive una vida de ensueño: Es popular en una escuela prestigiosa, capitana del equipo de porristas "Los Piratas de Pacific Vista", su novio Brad (Jake McDorman) es el quarterback estrella y chico más cotizado del instituto, y tiene un grupo elite de mejores amigas porristas. Su némesis es Winnie Harper (Marcy Rylan), quien forma parte de ese grupo de amigas. Pero la vida de Britney cambia dramáticamente cuando su padre es transferido en su trabajo y la familia tiene que mudarse a una ciudad privada de lujos y de la vida que Britney llevaba: Creenshaw Heights.
En su nueva escuela, Britney de inmediato se siente fuera de lugar ya que es de las pocas estudiantes de raza blanca y tiene dificultades para congeniar con sus compañeros, en especial con Camille (Solange Knowles), la capitana de los "Warriors de Creenshaw Heights", y sus dos mejores amigas, Letty (Francia Almendarez) y Kirresha (Giovonnie Samuels), que la llaman despectivamente "blanquita", "Barbie cursi" o "copito de nieve", además de que su estilo para animar es más urbano y agresivo. Cuando Britney muestra lo hábil que es en animación, los Warriors deciden hacerla parte del equipo, aunque ella en un principio se niega ya que hizo un "juramento porrista" con los Piratas de no volver a animar y no ser una "animazorra", como su equipo llama a las traidoras de la animación. Después de pensar la propuesta, finalmente cede porque animar es su pasión y es el único lugar en donde realmente encaja en la escuela. Sin embargo, los problemas surgen cuando Winnie, que ahora es la capitana de los Piratas, descubre que Britney retomó la animación cuando la ve por televisión, dado que los Warriors van a participar en el concurso que llevará a cabo Rihanna (interpretándose a sí misma) para encontrar a un grupo de porristas que baile en su próximo video musical. De otra parte, Winnie ridiculiza a Britney frente a los demás porristas al difundir el rumor de su "traición", haciendo que su antiguo equipo la resienta. Afortunadamente, a esas alturas Britney ya congenia bien con Camille, Letty y Kirresha, además de que empieza a enamorarse de Jesse (Gustave "Gus" Carr), uno de los animadores de Warriors. Ambos equipos practican arduamente sus rutinas para la audición y un día, después de salir de uno de los entrenamientos, Britney y Jesse confiesan sus sentimientos y se besan, pero Britney se siente culpable, ya que todavía es novia de Brad. Confundida, Britney habla con otra de sus amigas, Amber (Cindy Chiu), para pedirle un consejo y ella le revela que Winnie y Brad han estado saliendo desde que Britney se fue del equipo. Después de su llamada con Amber, Britney planea dejar a Brad en el baile de graduación de su antiguo instituto, pero para eso debe mentir a Camille diciéndole que "su perrito Nike ha muerto y debe hacer un funeral". Pero justo cuando Brad y Britney están por salir, llegan Jesse y Camille, que traen flores para el "funeral". Ambos se dan cuenta de la mentira y la sacan del equipo, considerando que mostró más lealtad con su antiguo grupo.
Muy triste, Britney va al baile con Brad para dejarlo, pero en el transcurso del mismo, Winnie, en un intento por fastidiar a Britney, insulta a Kirresha, llamándola "gorda", pero Britney la defiende y trata de intimidar a Winnie amenazando con golpearla (tal y como Camille lo hizo con ella cuando se conocieron), pero Sierra se interpone para evitar una pelea y sugiere hacer una porra. Durante el duelo improvisado, Britney demuestra los pasos y versos que ha aprendido con los Warriors y deja impresionados a los invitados, al grado que Brianna comenta que deberían hacer ese tipo de porras en la competencia pero Winnie se molesta por el comentario. En ese momento al anunciar al rey y a la reina del baile, cuando Brad y Winnie pasan por sus premios Winnie hace pública su aventura con Brad. Britney, al escuchar todo lo revelado, le da las gracias con gran serenidad, por liberarla de Brad y deja con dignidad el baile.
Al día siguiente, Britney llega a la audición de Rihanna para disculparse con Camille, Kirresha y Letty y el resto del equipo. Cuando Winnie y su equipo llegan a insultar a los Warriors, Britney hace frente a los comentarios racistas y es admitida en el equipo de nuevo justo antes de entrar a la audición. Durante la competencia, tanto los Piratas como los Warriors quedan finalistas, pero Camille se muestra preocupada ya que los Piratas son excelentes gimnastas y empiezan a ganar el agrado de la audiencia y los jueces. Por ende, a Britney se le ocurre ejecutar un baile callejero que ella y sus compañeros habían practicado meses atrás pero descartaron porque algunos de los movimientos son motivo de penalización en la calificación de rutinas y de paso violarían la ley de porristas. Mientras los Piratas hacen su rutina, los Warriors los interrumpen y hacen una presentación al estilo callejero que gana la competencia. Winnie, furiosa, insulta a los Warriors y a su raza latina y negra, sin embargo Rihanna premia al equipo de los Warriors por su originalidad y Winnie es abucheada, además de perder el puesto de capitana al ser reemplazada por Amber. Al rato, Britney y Jesse se reconcilian y de paso ella logra reconciliarse con sus antiguas amigas. En la secuencia final se ve un vídeo musical de Rihanna, cantando Pon de Replay mientras Britney y su equipo bailan la coreografia.

## Reparto
- Hayden Panettiere como Britney Allen.
- Solange Knowles como Camille.
- Gus Carr como Jesse
- Marcy Rylan como Winnie Harper.
- Cindy Chiu como Amber.
- Giovonnie Samuels como Kirresha.
- Francia Almendarez como Leti.
- Gary LeRoi Gray como Tyson.
- Danielle Savre como Brianna.
- Jessica Nicole Fife como Sierra.
- Jake McDorman como Brad Warner.
- Rihanna como ella misma.